# Johann von Charpentier

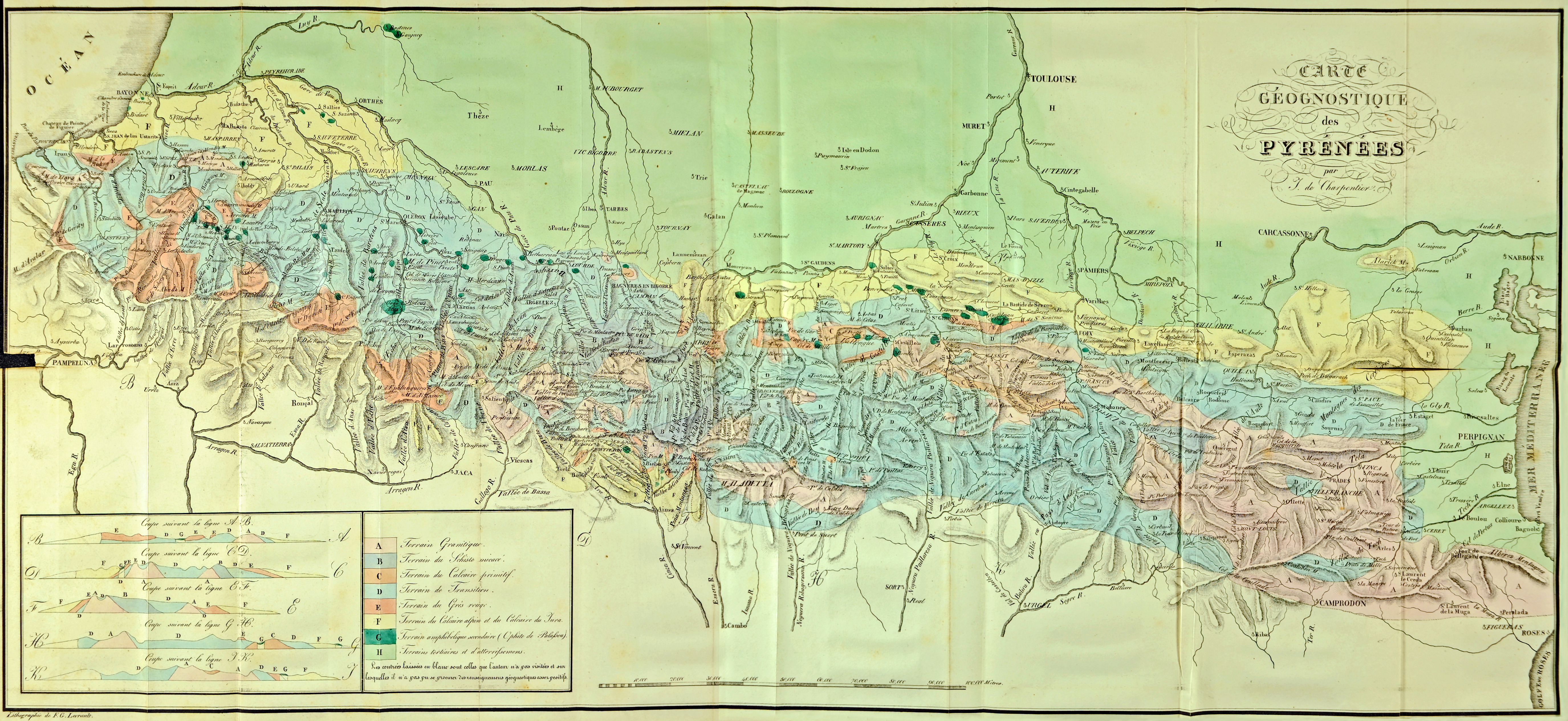
Pireneje – mapa geologiczna, Essai sur la constitution géognostique des Pyrénées, Jean de Charpentier, 1823

Johann von Charpentier także Jean de Charpentier (ur. 8 grudnia 1786 we Freibergu, zm. 12 września 1855 w Bex) – niemiecki inżynier górnictwa, geolog i glacjolog, działający głównie w Szwajcarii.

## Życiorys
Johann von Charpentier urodził się 8 grudnia 1786 we Freibergu w Saksonii w rodzinie Johanna Friedricha Wilhelma von Charpentiera (1738–1805) – inżyniera i geologa. Brat Toussainta von Charpentiera (1779–1847) – geologa i entomologa. 
Po ukończeniu szkoły Landesschule Pforta studiował u Abrahama Gottloba Wernera na Akademii Górniczej we Freibergu. Następnie pracował jako inżynier górnictwa na Śląsku. W latach 1808–1812 budował kopalnie rudy żelaza w Pirenejach francuskich, co opisał w wielu artykułach, m.in. w wydanym w 1823 roku Essai sur la constitution géologique des Pyrénées. Od 1813 roku aż do śmierci kierował kopalnią soli w szwajcarskim Bex. Opracował i wdrożył lepsze metody wydobycia soli kamiennej, dzięki czemu zwiększył wydobycie, ratując kopalnię przed upadkiem. W 1829 roku otrzymał tytuł Ehrenprofessor akademii w Lozannie. 
Prowadził badania z zakresu geologii, botaniki i malakologii. W okresie letnim do jego domu zjeżdżali europejscy przyrodnicy na spotkania „szkoły letniej”. Wspierany przez Ignaza Venetza (1788–1859) rozpoczął badania szwajcarskich lodowców, głosząc tezy o zlodowaceniu i tworząc podwaliny dla współczesnej glacjologii. W przeciwieństwie do innych współczesnych mu badaczy – Karla Friedricha Schimpera (1803–1867) czy Louisa Agassiza (1807–1873), uważał, że lodowce alpejskie powstały po wypiętrzeniu się Alp.

## Publikacje
Wybór za Neue Deutsche Biographie:
- Essai sur la constitution géologique des Pyrénées, 1823
- Sur la cause probable du transport de bloc erratique de la Suisse, 1834
- Essai sur les glaciers du bassin du Rhône, 1841